# Nedarim
Nedarim (en hebreu: מסכת נדרים) és un tractat de l'ordre de Naixim de la Mixnà i el Talmud. En el judaisme, un néder (en plural: nedarim), és una declaració, feta usant el nom de Déu, de l'acceptació d'una promesa feta per un mateix, declarant que la promesa ha de complir-se amb la mateixa importància que una llei de la Halacà. El néder pot consistir a realitzar algun acte en el futur (ja sigui una vegada o amb regularitat) o a abstenir-se d'un tipus particular d'activitat escollida per la persona. El concepte del néder i de les lleis que estan relacionades amb el néder, es descriu al principi de la paraixà de Matot.

## Introducció
La paraula néder és sovint traduïda al català i altres idiomes com un vot, però això és inexacte: un néder no és ni un vot ni un jurament (conegut en hebreu com "xevuà"). La simple recitació d'un vot no es considera un jurament. No hi ha una paraula en català per descriure un néder. La paraula "néder" s'esmenta 33 vegades en el Pentateuc, 19 de les quals apareix en el Llibre dels Nombres.
El judaisme considera que el poder de la paraula és molt fort.És la parla la que distingeix als humans dels animals, i té el poder d'aconseguir molt per a bé o per a mal. Degut a la força d'un néder, i al fet que un néder ha de complir-se absolutament si es fa, molts jueus piadosos es dediquen a la pràctica de dir: bli néder, després de declarar que faran alguna cosa, això vol dir que la seva declaració no és un néder vinculant, en el cas que no puguin complir amb la seva promesa, degut a circumstàncies imprevistes. La manera més comuna de fer un néder és mitjançant la pronunciació verbal, però segons algunes opinions, la realització d'un acte en tres ocasions consecutives equival a un néder.

## Raons per fer un néder
El poble jueu tradicionalment ha fet nedarim per una varietat de raons (algunes de les quals es citen a continuació).

### Pietat personal
Alguns nedarim estan fets per proximitat a Déu i per dedicació personal. El néder és una forma de comprometre's amb la Torà i amb les mitzvot i la pràctica de la religió.Per exemple, és comú que un tzadik que està en un nivell molt alt de pràctica de la Torà estableixi noves pautes a la seva vida.

### Gratitud
Els nedarim de vegades són fets per gratitud cap a Déu per haver estat el beneficiari d'alguna forma de bondat de la mà de Déu, tal com un miracle. Per exemple, algú la vida del qual ha estat salvada de la proximitat de la mort podria fer un nou néder com un compromís cap a Déu.

### Millorament personal
Un que desitja millorar-se a si mateix pot fer un néder amb la finalitat de canviar el seu comportament per a millor.

### En temps de necessitat
Alguns jueus en temps de desesperació han fet nedarim amb l'esperança de que Déu respongui a les seves oracions a canvi de fer un compromís. Essencialment, estan negociant amb Déu per satisfer les seves necessitats.Per exemple, una dona que no pot tenir fills pot fer un néder i donar una certa quantitat de caritat si és beneïda amb fills.

## Anul·lació d'un néder
Generalment, un néder és tan fort que no pot ser trencat, i fer-ho constitueix un pecat. Per aquesta raó, és millor no fer un néder, que fer un néder i no guardar-ho.Però hi ha vegades en què la Halacà permet que es trenqui un néder. Un néder pot ser anul·lat per un Beth Din (un tribunal rabínic de la llei jueva, format per almenys tres homes adults), o per un Talmid haham (un erudit de la Torà). Qualsevol dels dos ha de demanar a l'individu que originalment va fer el néder per què ara desitja que el seu néder sigui anul·lat.

### Un néder fet per una dona
Segons la Torà, un néder pronunciat per una dona casada, o per una dona que encara viu a la casa del seu pare, pot ser anul·lat pel seu marit o pel seu pare, respectivament, si així ho desitgen, però només el dia en què escolten el vot. En cas contrari, el néder no pot trencar-se. El néder d'una vídua o divorciada també és vinculant una vegada pronunciat. El fet que el néder d'una dona pugui ser tan fàcilment invalidat per un home ha estat criticat per algunes feministes contemporànies, encara que unes altres ho veuen com una bondat del judaisme cap a les dones. Segons aquest darrer punt de vista, en si del matrimoni, és un mitjà de mantenir a les parelles maritals en harmonia en requerir que les dones discuteixin un néder amb el seu espòs abans d'assumir-ho.

### Dies festius
Tradicionalment, al voltant de les festivitats jueves, tots els nedarim són anul·lats amb la finalitat d'alliberar a totes les persones de la responsabilitat en cas que no es compleixin. Primer són anul·lats el dia abans de Roix ha-Xanà, i després de la recitació del Kol Nidre, al començament de Yom Kippur. La pràctica comuna és que grups de persones, com els membres de la família o d'un minyan, demanin l'anul·lació junts. Però qui no pot fer això, pot confiar en el Kol Nidre de la comunitat, que es recita en nom de tots els jueus.
Els nedarim que s'anul·len han de ser aquells que un no recorda haver fet. Si un recorda que ha fet un néder, cal recitar almenys davant de tres homes adults que estiguin familiaritzats amb les lleis del néder.Durant els dies festius, els següents tipus de nedarim poden ser anul·lats:
- El compliment d'un manament voluntari.
- Una pràctica que va més enllà dels manaments de la Torà.
- Una pràctica que ja es va realitzar en tres ocasions consecutives.
- Un néder per donar caritat (tzedakah).

## El néder nazirita
Un tipus comú de néder és el dels nazireus. Un néder pot ser fet per un nazirita, per un període o de vegades per a tota la vida, per qualsevol de les raons abans descrites. El nazireu ha d'abstenir-se de consumir begudes alcohòliques o productes de la vinya, tallar-se el cabell o exposar-se a cadàvers, incloent als seus parents més propers.